# Noukhim Rachkovski
Noukhim Nikolaïevitch Rachkovski (en russe : Нухим Николаевич Рашковский) est un joueur d'échecs et un entraîneur soviétique puis russe né le 18 avril 1946 à Sverdlovsk (Iekaterinbourg) et mort le 14 mars 2023 dans la même ville.
Au 1er avril 2019, il est le 128e joueur russe avec un classement Elo de 2 488 points.

## Biographie et carrière
Champion de la République soviétique de Russie (RSFSR) en 1974 et 1976, Noukhim Rachkovski a obtenu le titre de maître international en 1976 et celui de grand maître international en 1980 après sa victoire au mémorial Tchigorine 1979 à Sotchi.
De 1972 à 1991, il participa neuf fois à la finale du championnat d'URSS d'échecs, finissant à la huitième place en 1986.
Il finit premier au départage de l'open de Cappelle-la-Grande en 1989 et 1990 et premier de l'open en mémoire de Mikhaïl Tal à Moscou en 1992. En 1995, il termina deuxième ex æquo du tournoi anniversaire d'Hastings.
Il fut champion de Moscou en 1982, à égalité avec David Bronstein et champion d'Europe senior en 2008 (vainqueur au départage devant Mark Tseitline et Wolfgang Uhlmann).
Noukhim Rachkovski meurt le 14 mars 2023 à Iekaterinbourg,.